# Taiser Alluni
Taiser Alluni (în arabă تيسير علوني, transliterat și Taysir, Tayseer, Allouni, Aluni sau Alony) este unul dintre jurnaliștii cei mai cunoscuți ai postului de televiziune Al Jazeera. 
S-a născut la 20 martie 1955, în Siria (localitatea Deir Ezzour). În 1983 s-a mutat în Spania, unde a început studiul științelor economice; în 1988 a primit cetățenia spaniolă. 
După atentele de la 11 septembrie 2001 l-a intervievat pe Osama bin Laden. În 2005 autoritățile din Spania l-au acuzat de terorism.

## Viața

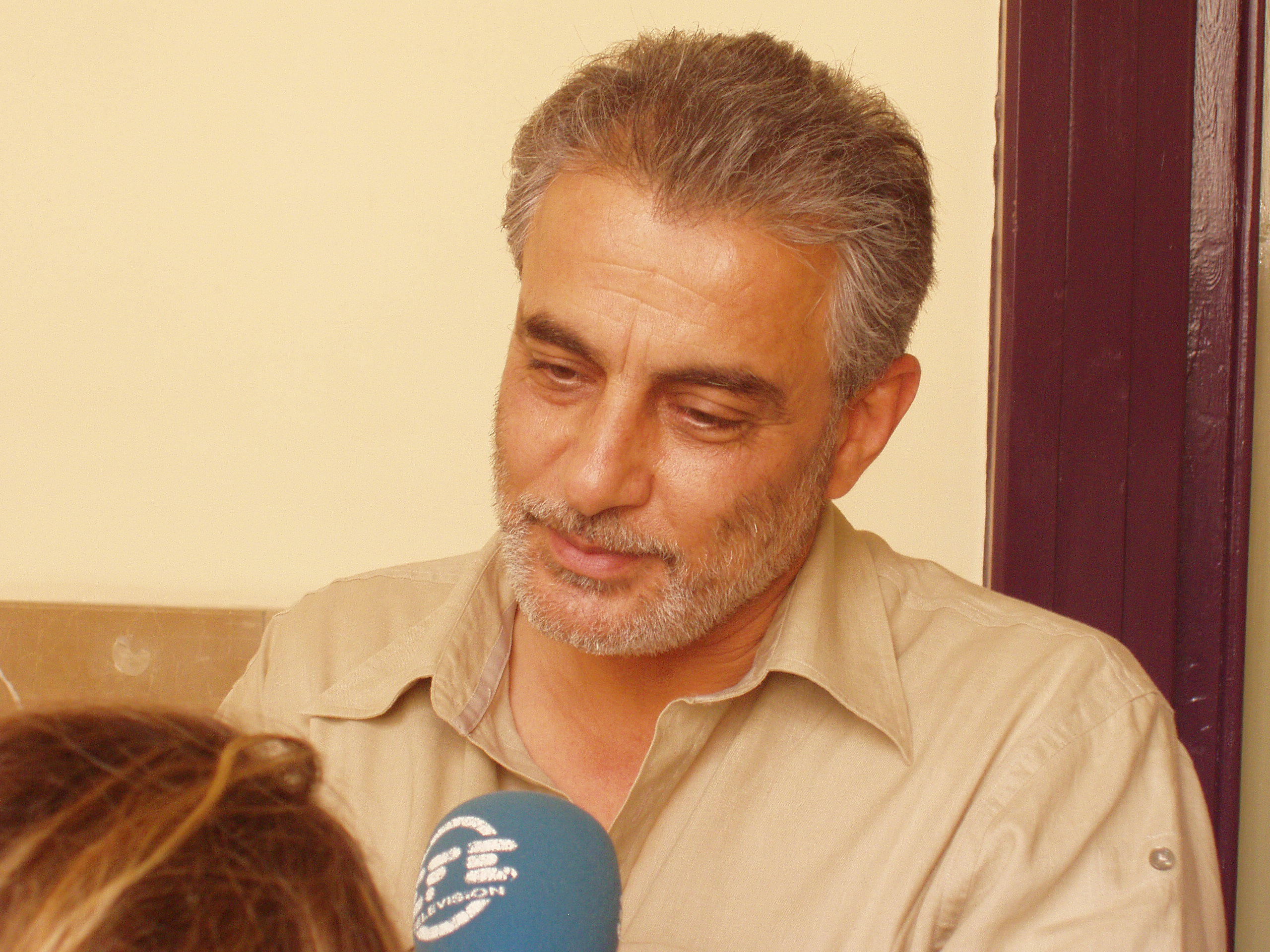
Taiser Alluni in 2004 (Photo credit: Antonio Casas)

Taiser Alluni s-a născut în 1955, în Siria (localitatea Deir Ezzour, lângă frontiera cu Irakul). A obținut o diplomă de economist în Siria, iar în 1983 a călătorit în Spania pentru a-și continua studiile. Din cauza dificultăților financiare s-a angajat ca vânzător. 
În 1987 s-a căsătorit, fiind în prezent tatăl a cinci copii.
După ce i s-a acordat cetățenia spaniolă (1988), a avut mai multe slujbe în Spania printre care cea de profesor de limba arabă și angajat la biroul de taxe al orașului Ceuta. În 1996 s-a alăturat secției arabe a Agenței de Presă spaniole EFE ca translator. În timpul stagiului la EFE a început să lucreze ca jurnalist independent pentru Al Jazeera. Tot în 1996 a început să lucreze pentru Institutul pentru Studiul Păcii si Conflictelor din Granada. În 1999 s-a alăturat postului Al Jazeera în calitate de corespondent în Afganistan și a condus biroul din Kabul pentru doi ani, după atacurile de la 11 septembrie 2001. După lansarea atacului american asupra regimului taliban și al-Qaidaen , Taiser Alluni a rămas singurul jurnalist străin din Kabul care a continuat să transmită informații referitoare la operațiunile militare.
După ce aviația americană a bombardat Biroul Al Jazeera Taiser Alluni a revenit la Doha și a continuat să lucreze pentru postul TV ca jurnalist de știri. După declanșarea războiului din Irak (2003) a plecat la Bagdad și a transmis informații referitoare la operațiunile din teren. Biroul său din Bagdad a fost, de asemenea, bombardat (colegul său iordanian, Tarik Ayyub, a fost ucis). Taiser Alluni s-a refugiat în biroul postului TV din Abu Dhabi și, ulterior, în Hotelul Palestina, care, la rândul lor, au fost bombardate.

## Repere ale activității profesionale
La 11 octombrie 2001 l-a intervievat pe Osama bin Laden.
În octombrie 2001 a fost singurul corespondent străin de la Kabul care a transmis distrugerea statuii lui Buddha de către talibani.
A fost deportat din Irak anterior căderii lui Saddam Hussein.
A fost arestat în Spania în timpul anchetei privind atentatele de la Madrid din 11 martie 2004en . La 26 septembrie 2005 a fost condammnat de Tribunalul Național la șapte ani de închisoare sub acuzația că a facilitat transferurile financiare ale al-Qaida și . Taiser Alluni s-a apărat prin a spune că el doar i-a luat un interviu lui Osama bin Laden după atacurile din 11 septembrie 2001. La 6 octombrie 2006, din cauza stării de sănătate precare, a fost plasat sub arest la domiciliu.
Descriind starea de sănătate a lui Taiser Alluni, soția sa, Fatma Al-Zahra, spunea că ”suferă de complicații cardiace și dureri de spate”. 
La 19 decembrie 2013 l-a intervievat pe liderul Frontului an-Nusra (aripa siriană a al-Qaida), Abu Mohammad al-Jawlani.

## Acuzațiile de terorism după atentele de la Madrid din 2004
La 26 septembrie 2005 un tribunal spaniol l-a găsit vinovat pentru colaborare cu al-Qaida și l-a condamnat la șapte ani de închisoare. Taiser Alluni a pledat nevinovat, insistând că el doar ia luat un interviu lui Osama bin Laden în Afganistan după atacurile de la 11 septembrie 2001. Acuzat de a fi acționat ca facilitator al fondurilor pentru al-Qaida Taiser Alluni a susținut că el și-a făcut doar datoria de jurnalist. O campanie intensă pentru demonstrarea nevinovăției sale a fost realizată de Al Jazeera și Comisia Arabă a Drepturilor Omului. La 17 ianuarie 2012 un tribunal european a decis că pedeapsa de șapte ani care i-a fost aplicată lui Taiser Alluni a fost ilegală. În martie 2012 a fost eliberat din arestul la domiciliu și a revenit la Doha. 